# Gaborone United
El Gaborone United Sporting Club (también llamado GU) es un equipo de fútbol con sede en Gaborone, Botsuana fundado en 1967, y que juega en la BeMobile Premier League.

## Palmarés
- Liga Premier de Botsuana: 8

1967, 1969, 1970, 1986, 1990, 2009, 2022, 2025
- Copa Desafío de Botsuana: 9

1968, 1970, 1984, 1985, 1990, 2012, 2020, 2022, 2023
- Independence Cup: 8

1978, 1979, 1980, 1981, 1984, 1985, 1992, 1993
- Orange Kabelano Charity Cup: 1

2003
- Copa Mascom Top 8: 2

2013, 2015

## Participación en competencias de la CAF
| Temporada | Torneo                            | Ronda      | Club                  | Casa  | Visita | Global      |
| --------- | --------------------------------- | ---------- | --------------------- | ----- | ------ | ----------- |
| 1987      | Copa Africana de Clubes Campeones | Preliminar | Matlama FC            | 0-1   | 0-2    | 0-3         |
| 1991      | Copa Africana de Clubes Campeones | Preliminar | Denver Sundowns       | 1-0   | 0-1    | 1-1 (2-4 p) |
| 1994      | Copa CAF                          | 1          | Ferroviário de Maputo | 1-0   | 0-2    | 1-2         |
| 1998      | Copa CAF                          | 1          | Nchanga Rangers       | w.o.1 | w.o.1  | w.o.1       |
| 2010      | Liga de Campeones de la CAF       | Preliminar | Orlando Pirates       | 0-0   | 2-2    | 2-2 (a)     |
| 2010      | Liga de Campeones de la CAF       | 1          | Curepipe Starlight SC | 3-0   | 3-0    | 6-0         |
| 2010      | Liga de Campeones de la CAF       | 2          | Dynamos FC            | 1-0   | 1-4    | 2-4         |
| 2010      | Copa Confederación de la CAF      | Play-Off   | Haras El-Hodood       | 1-0   | 1-8    | 2-8         |
| 2013      | Copa Confederación de la CAF      | Preliminar | Liga Muçulmana        | 2-2   | 0-1    | 2-3         |
| 2014      | Copa Confederación de la CAF      | Preliminar | Supersport United FC  | 0-1   | 0-2    | 0-3         |
| 2016      | Copa Confederación de la CAF      | Preliminar | JKU FC                | w.o.1 | w.o.1  | w.o.1       |
| 2022/23   | Liga de Campeones de la CAF       | 1          | AS Vita Club          | 1-0   | 1-3    | 2-3         |
| 2023/24   | Copa Confederación de la CAF      | 1          | ASSM Elgeco Plus      | 0-1   | 3-1    | 3-2         |
| 2023/24   | Copa Confederación de la CAF      | 2          | Supersport United     | 1-1   | 0-3    | 1-4         |

1- Gaborone United abandonó el torneo.

## Jugadores

### Jugadores notables
| - Paymaster - Chandy Moruti - City Ntebela - Joseph Phetogo - Dipsy Selolwane | - City - Mandla Balanda |